# 小行星17696
小行星17696（17696 Bombelli）是一颗绕太阳运转的小行星，为主小行星带小行星。该小行星于1997年3月8日发现。

## 轨道参数
小行星17696的轨道半长轴为3.0203167 UA，离心率为0.091。